# Ernst von Mansfeld
Pour les articles homonymes, voir Mansfeld.
Peter Ernst II von Mansfeld (souvent abrégé en Ernst von Mansfeld) fut un des plus célèbres hommes de guerre actifs au début de la guerre de Trente Ans.
Il naquit vers 1580 et mourut le 29 novembre 1626 à Rakowitza, village de Bosnie.

## Biographie
Il était le fils illégitime de Peter Ernst I von Mansfeld, gouverneur du Luxembourg et de Bruxelles ; il passa sa jeunesse dans le palais de son père à Luxembourg et fut élevé dans la foi catholique. Il entra dans la carrière des armes et combattit tout d'abord en Hongrie auprès de son demi-frère Charles (1543-1595), officier supérieur de l'armée du Saint-Empire romain germanique. Il servit aussi aux Pays-Bas l'archiduc Léopold, cousin de l'empereur[réf. souhaitée]. Pour ses états de service signalés, il fut légitimé par l'empereur Rodolphe II. Cependant, une promesse non tenue (il fut privé de l'héritage de son père aux Pays-Bas) le fit passer dans le rang des ennemis des Habsbourg.
Il rejoignit le camp des protestants en 1610 et servit dorénavant leur cause, devenant leur principal chef de guerre lorsqu'éclata la révolte de Bohême où il fut dépêché avec 2 000 hommes par le duc, Charles-Emmanuel de Savoie. Il prit Pilsen mais fut battu par les impériaux commandés par Bucquoy à la bataille de Sablat le 10 juin 1619. Il proposa ensuite ses services à Ferdinand II mais resta pratiquement sans emploi pendant les évènements qui se terminèrent par la fuite de Prague de l'électeur palatin et roi élu Frédéric V.
Celui-ci lui offrit bientôt le commandement de son armée, qu'il replia vers le Haut-Palatinat en 1621. Tilly le poursuivit dans cette retraite mais ne parvint pas à le neutraliser. Du Haut-Palatinat, il passa dans le Palatinat rhénan. Il libéra Frankenthal et prit Haguenau. En compagnie de l'électeur palatin qui l'avait rejoint, il infligea une défaite au comte de Tilly à la bataille de Wiesloch le 25 avril 1622 puis pilla l'Alsace et la Hesse. Mais les ravages des troupes menées par Mansfeld ne se limitaient pas aux contrées ennemies, ils s'exerçaient aussi au détriment des régions dont il devait assurer la défense, ce qui choqua fort son commanditaire.
Frédéric V se trouva finalement contraint de le licencier avec ses troupes. Il se joignit alors au comte Christian de Brunswick contre Ferdinand II du Saint-Empire et ensemble, ils passèrent en Lorraine, dévastant tout sur leur passage. Puis ils forcèrent un barrage des Espagnols à la bataille de Fleurus le 29 août 1622, pour aller prêter main-forte aux assiégés de Bergen-op-Zoom. Il passa donc au service des Provinces-Unies puis occupa la Frise orientale, prenant des places-fortes et infligeant de sévères exactions aux populations qui gardèrent un mauvais souvenir de lui après sa mort. En témoigne notamment un dialogue paysan d'un auteur anonyme rédigé en wallon liégeois une dizaine d'années après sa mort:
| Wallon | Français |
| --- | --- |
| Dji n'sai si l'diâle n'èvolrè nin, ci dâné Mansfèl èt sès djins, si nos fârè letchî nos plâyes, sins çou qui l'boy l'abatrè mây, si l'tonîre nèl dirèn'rè nin, si l'plate pire Diè n' l' assomrè nin, si l'feû griyeûs n' djetrè nén s'flâme, qui lî graf'rè foû dè cwer l' âme, ci dine lâron, ci diâle volant, qui touwe pére èt mére èt èfants ! | J'ignore si le Diable emportera, ce maudit Mansfeld et ses gens, si nous devrons encore panser nos plaies sans que le bourreau ne l'achève, si le tonnerre le frappera, si contre une dalle Dieu le fracassera, si le feu grégeois l'atteindra de sa flamme, qui lui arracherait l'âme du corps ce perfide brigand, ce diable volant, qui tue père, mère et enfants! |

Chef de mercenaires et mercenaire lui-même, Mansfeld suspendait souvent ses campagnes militaires pour trouver des fonds, c'est-à-dire vendre ses services au plus offrant. Dans cette activité, il était d'une habileté remarquable.
Vers 1624 il fit trois voyages à Londres où il fut acclamé comme un héros par la populace, et au moins un à Paris. Le roi d'Angleterre Jacques Ier désirait ardemment lui fournir des subsides et des hommes pour reconquérir le Palatinat (sa fille Elisabeth Stuart étant la femme de Frédéric V) mais ce fut seulement en janvier 1626 que Mansfeld et son armée de « gens de sac et de cordes » repassèrent de Douvres aux Pays-Bas.
La même année, les combats reprirent à la suite de l'intervention du roi de Danemark, Christian IV. Il revint en Allemagne pour y participer et prit un commandement dans l'armée danoise. Début 1626, il prit d'assaut et ravagea la ville de Zerbst, puis le 25 avril 1626, Albrecht von Wallenstein lui infligea une très lourde défaite au pont de Dessau. Très rapidement, il parvint à lever une nouvelle armée qu'il comptait diriger contre les terres héréditaires de la Maison d'Autriche. Poursuivi par Wallenstein, il se dirigea alors vers la Hongrie où il espérait trouver l'appui du prince de Transylvanie Gabriel Bethlen.
Mais ce dernier changeait alors de politique et signa la paix de Nikolsburg avec l'empereur. Mansfeld fut contraint de licencier son armée. Il partit vers Venise pour y lever de nouvelles troupes mais tomba gravement malade en route. Il mourut réconcilié avec l'Église Catholique. Il fut inhumé à Spalato.

## Littérature
- Krüssmann, Walter: Ernst von Mansfeld (1580-1626); Grafensohn, Söldnerführer, Kriegsunternehmer gegen Habsburg im Dreißigjährigen Krieg. [thèse de doctorat allemande] Berlin 2010 (Duncker & Humblot, Série Historische Forschungen, tome 94);  (ISBN 978-3-428-13321-5).
- Villermont, Antoine Charles Hennequin, comte de : Histoire d'Ernest de Mansfeldt. 2 tomes, Bruxelles 1865/66 (tome 1 online; tome 2 online).